# Yuvanna Montalvo
Yuvanna Montalvo (sinh ngày 15 tháng 3 năm 1988) là một người mẫu và diễn viên người Venezuela.

## Tiểu sử
Cô bắt đầu sự nghiệp diễn xuất của mình vào năm 2007 với vai trò khách mời trong bộ phim truyền hình dành cho thiếu niên telenovela Somos tu y yo. Kể từ đó, cô đã xuất hiện trong một số bộ phim truyền hình do Venevisión sản xuất như  La mujer perfecta và Válgame Dios nơi cô là một trong những bạn diễn.
Năm 2011, cô kết hôn với bạn trai và nam diễn viên đồng nghiệp Juan Carlos García. Cặp đôi gần đây tuyên bố họ chào đón bé gái vào tháng 2/2017.
Năm 2013, cô trở thành người mẫu quảng cáo cho Chicas Polar.
Cô đóng vai chính trong telenovela De todas maneras Rosa năm 2013.

## Đóng phim
| Năm       | Tựa đề                      | Vai trò                   |
| --------- | --------------------------- | ------------------------- |
| 2007-2008 | Somos tu y yo               | Yuvanna                   |
| 2009      | Somos tú y yo: Un Nuevo Día | Yuvanna                   |
| 2010      | La tees perfecta            | Tụng ca                   |
| 2012      | Válgame Dios                | Mayantic Torres de Bracho |
| 2012      | Los secretos de Lucía       | Giselle                   |
| 2013      | De todas manera Rosa        | Inocencia Bermudez        |
| 2016      | Entre tu amor y mi amor     | Aída Cárdenas Del Risco   |